# Залужное (Волынская область)
Залужное (укр. Залужне) — село в Локачинской поселковой общине Владимирского района Волынской области Украины.
Код КОАТУУ — 0722482205. Население по переписи 2001 года составляет 291 человек. Почтовый индекс — 45531. Телефонный код — 3374. Занимает площадь 0,923 км².

## История
В 1946 году указом ПВС УССР хутор Вуйковичи переименован в Залужный.
До 2020 года входило в Локачинский район.